# Уайт (окръг, Тенеси)
Вижте пояснителната страница за други значения на Уайт.
Окръг Уайт (на английски: White County) е окръг в щата Тенеси, Съединени американски щати. Площта му е 982 km², а населението – 23 102 души (2000). Административен център е град Спарта.